# Nuevo séquel
El nuevo séquel (hebreo: שקל חדש, shékel jadash; NIS por sus siglas en inglés), o nuevo siclo (nombre tradicional, derivado del latín siclus, que proviene del hebreo shéqel) es la unidad monetaria de Israel y, juntamente con el dinar jordano, también lo es de la Autoridad Nacional Palestina. Se divide en 100 agorot. 
El nuevo séquel se adoptó en 1985, en sustitución del antiguo shekel, a razón de 1000 antiguos shekel por cada unidad de la moneda nueva. Emitido por el Banco de Israel, circularon en un principio monedas 1, 5 y 10 agorot y de 1/2 nuevo séquel y billetes de 1, 5, 10, 20, 50, 100 y 200 nuevos séqueles, aunque hoy en día solo circula monedas de 10 agorot y 1/2, 1, 2, 5 y 10 nuevos séqueles y billetes de 20, 50, 100 y 200 nuevos shekel. 
El código ISO 4217 es ILS y su abreviatura es el símbolo ₪ –una combinación de las iniciales hebreas de las palabras séquel (ש) y jadash (ח) – o bien se abrevia שח (pronunciado shaj). Se divide en 100 agorot (אגורות; en singular agorá, אגורה; en árabe اغورة, agūra). Desde el 1 de enero de 2003 el nuevo séquel es una moneda libremente convertible.

## Monedas
En 1985, las monedas en denominaciones de 1, 5 y 10 agorot, ½ y 1 nuevo séquel se introdujeron. En 1990, se introdujeron monedas de 5 nuevos shqalim, seguido de 10 nuevos shqalim en 1995. La producción de piezas de 1 agorá ha cesado en 1991. La moneda de 2 nuevos shqalim fue introducida el 9 de diciembre de 2007. La moneda de 5 agorot fue retirada de circulación el 1 de enero de 2008.
Circulación de las monedas de nuevo séquel son:
| Imagen | Valor              | Parámetros técnicos | Parámetros técnicos | Parámetros técnicos | Parámetros técnicos                                   | Descripción                   | Descripción | Descripción                                       | Fecha de                | Fecha de           |
| Imagen | Valor              | Diámetro            | Grosor              | Peso                | Composición                                           | Borde                         | Observaciones | Reverso                                           | inicio                  | retiro             |
| ------ | ------------------ | ------------------- | ------------------- | ------------------- | ----------------------------------------------------- | ----------------------------- | --- | ------------------------------------------------- | ----------------------- | ------------------ |
|        | 1 agorá            | 17 mm               |                     | 2 g                 | Bronce de aluminio 92 % cobre 6 % aluminio 2 % níquel | Liso                          | Una galera antigua, el emblema estatal, "Israel" en Hebreo, Árabe e Inglés.                                                                                  | Valor, fecha                                      | 4 de septiembre de 1985 | 1 de abril de 1991 |
|        | 5 agorot           | 19.5 mm             |                     | 3 g                 | Bronce de aluminio 92 % cobre 6 % aluminio 2 % níquel | Liso                          | Réplica de una moneda de 1/8 shéquel del año 4 de la primera guerra judeo-romana (66-74 d. C.), el emblema estatal, "Israel" en Hebreo, Árabe e Inglés.      | Valor, fecha                                      | 4 de septiembre de 1985 | 1 de enero de 2008 |
|        | 10 agorot          | 22 mm               |                     | 4 g                 | Bronce de aluminio 92 % cobre 6 % aluminio 2 % níquel | Liso                          | Réplica de una moneda emitida por Antígono Matatías (37 - 40 B.C.E.) con el candelabro siete brazos, el emblema estatal, "Israel" en Hebreo, Árabe e Inglés. | Valor, fecha                                      | 4 de septiembre de 1985 | Actual             |
|        | ½ nuevo séquel     | 26 mm               |                     | 6.5 g               | Bronce de aluminio 92 % cobre 6 % aluminio 2 % níquel | Liso                          | Lira, el emblema estatal | Valor, fecha, "Israel" en Hebreo, Árabe e Inglés. | 4 de septiembre de 1985 | Actual             |
|        | 1 nuevo séquel     | 18 mm               |                     | 4 g                 | Cuproníquel 75% cobre 25% níquel                      | Liso                          | Lirios, "Yehud" en antiguo Hebreo, el emblema estatal | Valor, fecha, "Israel" en Hebreo, Árabe e Inglés. | 4 de septiembre de 1985 | Actual             |
|        | 2 nuevos shaqalim  | 21.6 mm             | 2.3 mm              | 5.7 g               | Níquel acero                                          | Liso con 4 regiones de surcos | Dos cornucopias, el emblema estatal | Valor, fecha, "Israel" en Hebreo, Árabe e Inglés. | 9 de diciembre de 2007  | Actual             |
|        | 5 nuevos shaqalim  | 24 mm               | 2.4 mm              | 8.2 g               | Cuproníquel 75% cobre 25% níquel                      | 12 lados                      | Capital de columna, el emblema estatal | Valor, fecha, "Israel" en Hebreo, Árabe e Inglés. | 2 de enero de 1990      | Actual             |
|        | 10 nuevos shaqalim | 23 mm Núcleo: 16 mm | 2.2 mm              | 7 g                 | Exterior: Cuproníquel Interior: Níquel-Latón          | Reeded                        | Palmera con siete hojas y dos cestas con dátiles, el emblema estatal, las palabras "Para la redención de Sion" en idioma hebreo antiguo y moderno.           | Valor, fecha, "Israel" en Hebreo, Árabe e Inglés. | 7 de febrero de 1995    | Actual             |

- Las fechas en estas monedas se escriben de acuerdo al calendario hebreo escrito en numeración hebrea.

## Billetes

### Series C (2014–presente)
El comité propuso que la nueva serie llevaría los retratos de prominentes poetas hebreos, entre ellos Raquel la poetisa, Shaul Tchernichovsky, Lea Goldberg y Nathan Alterman. En diciembre de 2010, se anunció que la serie contaría con retratos de Menachem Begin, Yitzhak Rabin, y Rachel y Shmuel Yosef Agnón el 19 de diciembre de 2009. Cuando la familia de Begin se opuso a la decisión, la propuesta original de la comisión fue receptada el 10 de marzo de 2011.
| 3.ª serie del nuevo séquel | 3.ª serie del nuevo séquel | 3.ª serie del nuevo séquel | 3.ª serie del nuevo séquel | 3.ª serie del nuevo séquel  | 3.ª serie del nuevo séquel      | 3.ª serie del nuevo séquel |
| Imagen                     | Valor                      | Dimensiones                | Color                      | Anverso                     | Reverso                         | Fecha circulación          |
| -------------------------- | -------------------------- | -------------------------- | -------------------------- | --------------------------- | ------------------------------- | -------------------------- |
|                            | ₪20                        | 129 x 71 mm                | Rojo                       | Raquel Bluwstein, poetisa   | Vista del mar de Galilea        | Finales de 2017            |
|                            | ₪50                        | 136 x 71 mm                | Verde                      | Saúl Chernijovski, escritor | Capitel de una columna corintia | 16 de septiembre de 2014   |
|                            | ₪100                       | 143 x 71 mm                | Naranja                    | Lea Goldberg, escritora     | Un par de gamos persas          | Finales del 2017           |
|                            | ₪200                       | 150 x 71 mm                | Azul                       | Nathan Alterman, escritor   | flora y la luna                 | 23 de diciembre de 2015    |